# 瓊·艾肯
瓊·艾肯（Joan Aiken，1924年9月4日—2004年1月4日）是一位英國小說家，以兒童文學、歷史小說而聞名。1999年，她因兒童文學成就被授予大英帝國勳章。《The Whispering Mountain》於1968年出版，她因此贏得衛報兒童小說獎，也是卡內基獎章亞軍。
她以《黑夜降臨》贏得埃德加·艾倫·坡獎（1972年）。